# Alteno

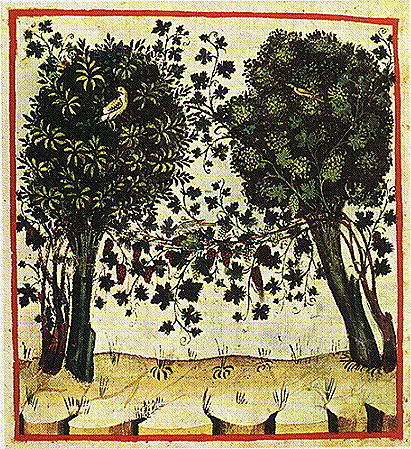
Vigna coltivata ad alteno alberato (Tacuinum Sanitatis, 1474; Parigi, Biblioteca nazionale, Ms. lat. 9333)

L'alteno, conosciuto anche come arbustum gallicum, è un campo coltivato con piante di vite. La differenza con il tradizionale metodo di coltivazione della vite, che prende il nome di vigneto, è che nel campo di alteni la vite viene abbinata alla coltivazione di altre piante da fusto o alla posatura di pali di legno (o di altri materiali), i quali hanno entrambi la funzione di sostenere i rami della vite in modo che possano crescere sollevati da terra. In pratica l'insieme dei pali (o delle altre piante) fanno sì che la parte frondosa della vite crei una sorta di tetto al di sopra di essa. Da tale soffitto verde sarà poi possibile raccogliere i frutti al tempo della vendemmia.
In realtà il termine alteno era soprattutto utilizzato in Italia nei secoli passati: in particolare si hanno numerose attestazioni documentarie e bibliografiche nei territori del Regno di Sardegna per i secoli XVIII e XIX. Talvolta tale denominazione si riscontra ancora nella toponomastica locale: vedi per esempio la presenza nella cittadina piemontese di Poirino di una strada denominata appunto "via degli alteni", tuttora esistente.
Quando la vite è appoggiata a piante vive d'alto fusto si dice "maritata". Più frequenti sono l'olmo ed il pioppo. Solitamente si tratta di "seminativi arborati" o "prati arborati. È una qualità di coltura che in catasto ha una tariffa d'estimo che tiene conto delle due colture. Storicamente era il modo per avere diverse produzioni: il fieno o i cereali oltre all'uva ed alla legna da ardere derivata dalla potatura degli alberi.